# Coca (receta)

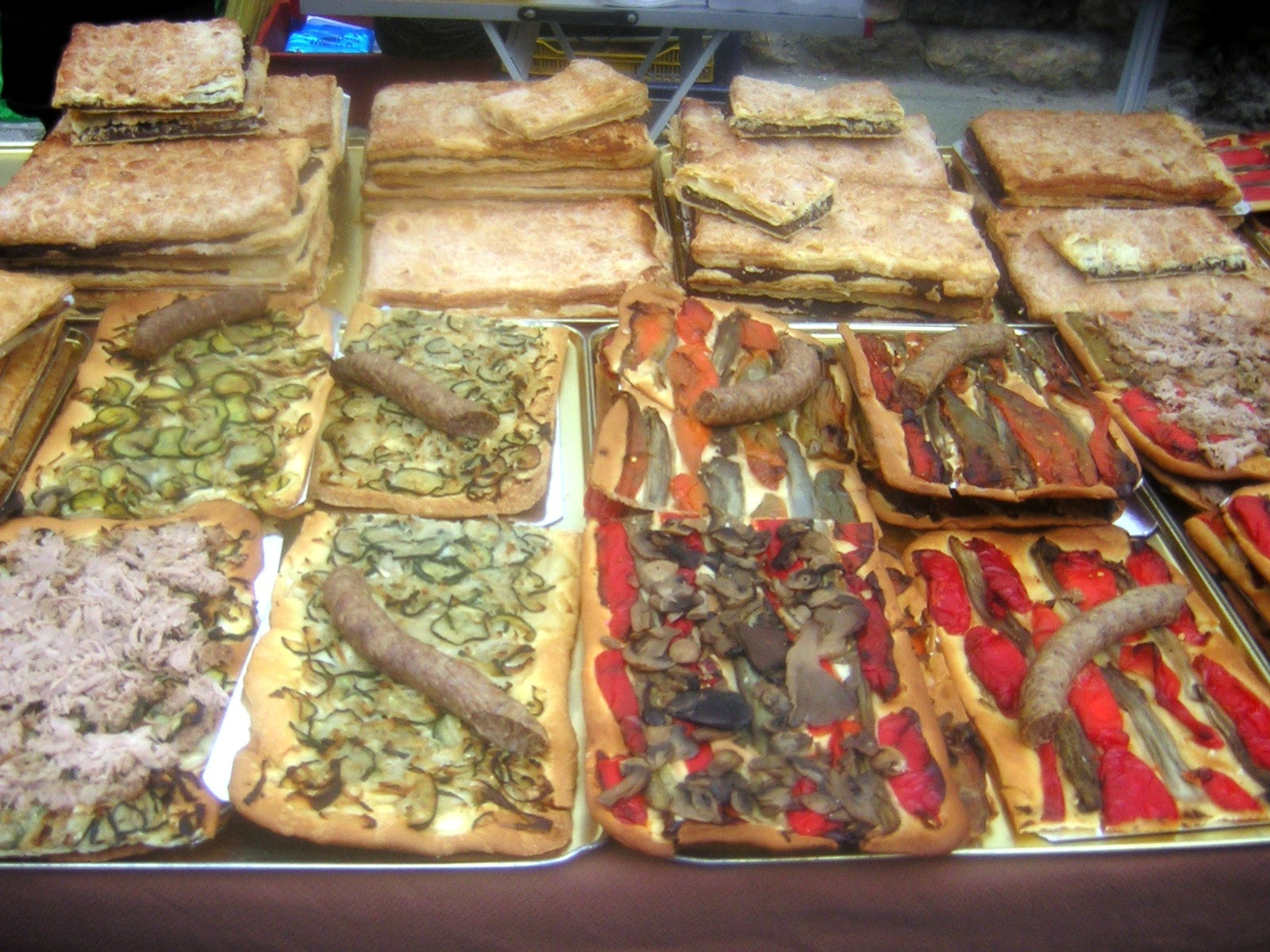
Cocas dulces y saladas.

La coca (del catalán,  coca) es una masa de pastelería típicamente hecha y consumida en la costa mediterránea española. Se preparan y consumen en toda Cataluña, Aragón oriental, la Comunidad Valenciana, las Islas Baleares y Andorra.

## Origen

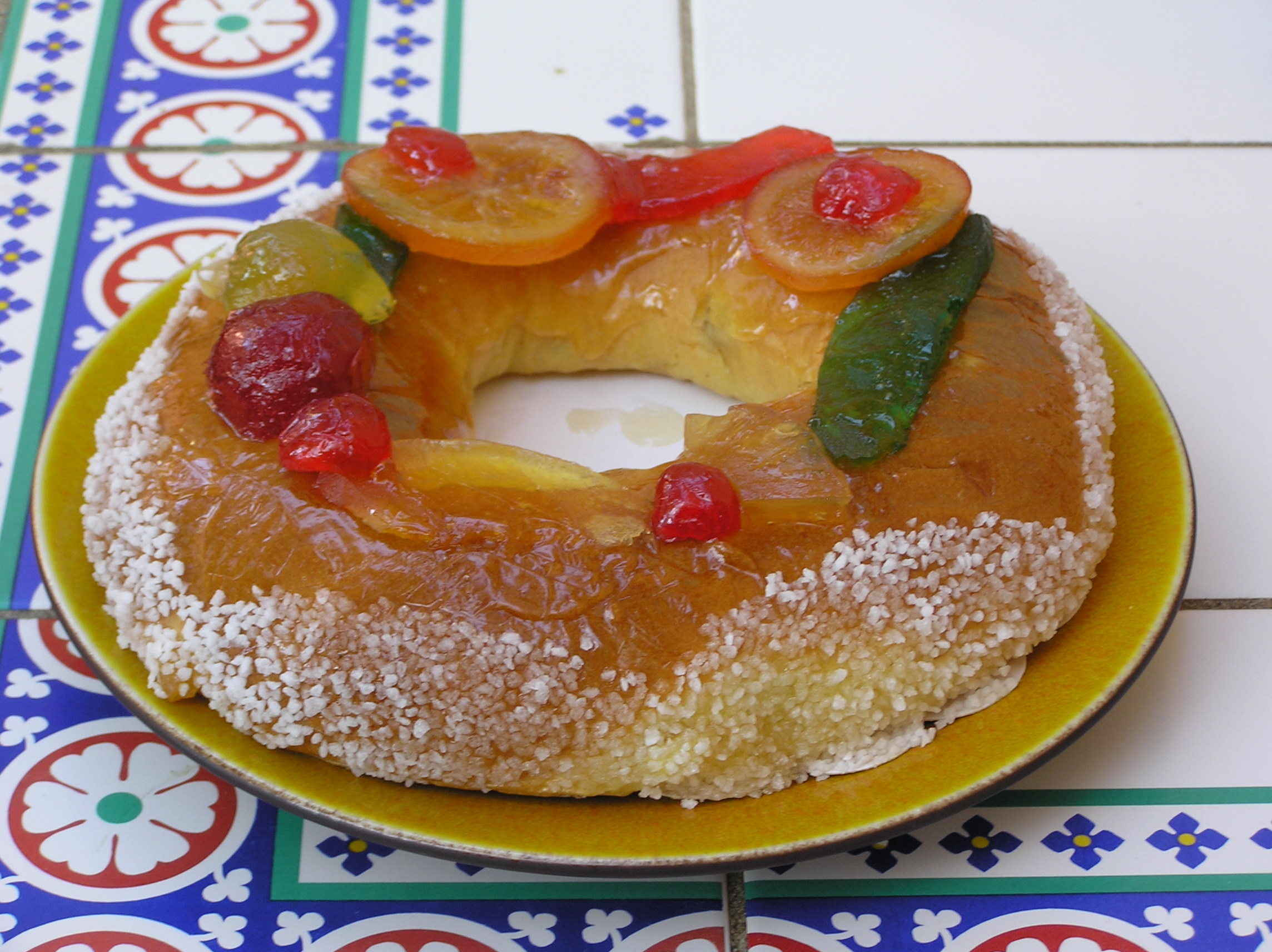
Coca (o tortel) de reyes, un ejemplo de coca dulce.

La palabra catalana coca procede de la palabra koek ('oe' se pronuncia como la 'u' en 'lugar') del holandés de la época del Imperio Carolingio, es decir, del fráncico, y tiene las mismas raíces que el cake inglés o el kuchen alemán. La misma palabra con un significado parecido (‘pastel’) existe en occitano: còca.
Respecto a su origen teórico, según Éliane Thibaut-Comelade, la coca se inventa gracias al aprovechamiento de la masa de pan que no se había hinchado. En vez de desechar esta masa, las amas de casa la cocían plana, azucarándola habitualmente y sirviéndola de postre. Ahora bien, esta costumbre significa que la coca de pan balear y la coca desnuda catalana,  además de las más básicas, deben ser las más antiguas de todas las cocas, que desarrollarían esta tradición con la adición de condimentos y la conversión en un plato aparte, mientras estas tres mantienen la costumbre de mojarlas o condimentarlas tras cocerlas.
En las panaderías, las cocas son típicamente las primeras piezas en meterse al horno. Este procedimiento ancestral responde a cierta lógica: los antiguos hornos de leña no tenían termómetro, de manera que para conseguir la temperatura adecuada para la cocción del pan (200-250 °C), primero se metían las cocas, que tan solo necesitan un golpe de calor para cocerse, y dejaban el horno con la temperatura y con la humedad idóneas para los siguientes panes.

## Variedades
Las cocas pueden tener distintos nombres y ser de hecho iguales, o bien pueden compartir nombre pero variar en medida, forma o ingredientes. Por ejemplo, la coca de San Juan es generalmente una coca dulce cubierta de fruta confitada, pero en el Campo de Alicante es salada y lleva atún. Las dos son, sin embargo, de San Juan porque se comen especialmente la Noche de San Juan. En el extremo, las recetas varían de pueblo en pueblo y admiten muchas variantes. Habría que destacar que recibe el nombre de cóc en algunos lugares de la Franja de Aragón, Lérida y las Tierras del Ebro e incluso en partes del Campo de Tarragona.
Todas tienen como inicio un pa amanit (‘pan aliñado’) o panoli. Este pan o base puede ser dulce (típico del centro de Cataluña y el Rosellón) o salado (típico de la Comunidad Valenciana, las Islas Baleares o el interior de Cataluña). Si es dulce, se incluyen huevos y azúcar, y si es salado se le añade levadura y sal. Puede decirse que en todas las comarcas se hacen tanto saladas como dulces, si bien cada región tiene preferencia por una u otra. Con respecto a la guarnición, en la costa suele emplearse pescado y verdura fresca, mientras en el interior se prefieren frutas, nueces, queso y tocino. Un elemento interesante de las cocas es que pueden hacerse agridulces, o sea, con una mezcla de salado y dulce (típicamente carne y fruta).

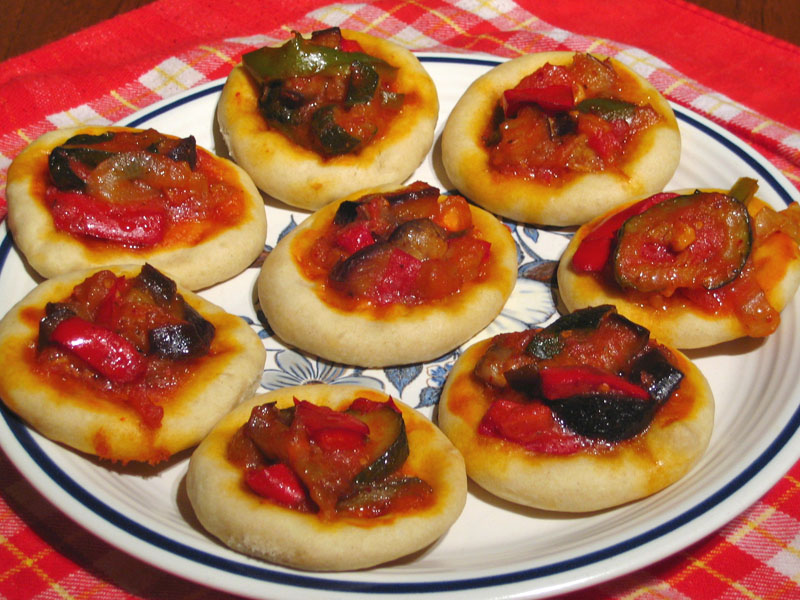
Cocas valencianas de mullador o de samfaina (pisto), un ejemplo de coca salada.

Los numerosos tipos de cocas pueden distinguirse de acuerdo a la siguiente clasificación:
- Dulce o salada, según los ingredientes y condimentos. La coca sin ningún añadido, como la coca de maíz, recibe el nombre de desnuda.
- Abierta o tapada:
  - La coca tapada es una coca con relleno, tanto dulce como salado.
  - La coca abierta o plana es la típica coca que lleva el relleno encima, tanto dulce como salado. La mayoría de las recetas son de este tipo.

Su medida varía según la receta y la comarca, encontrándose cocas desde los 5 cm hasta 1 m.
La coca agujereada es una coca con un agujero en medio. También se le llama roscón.

### Saladas

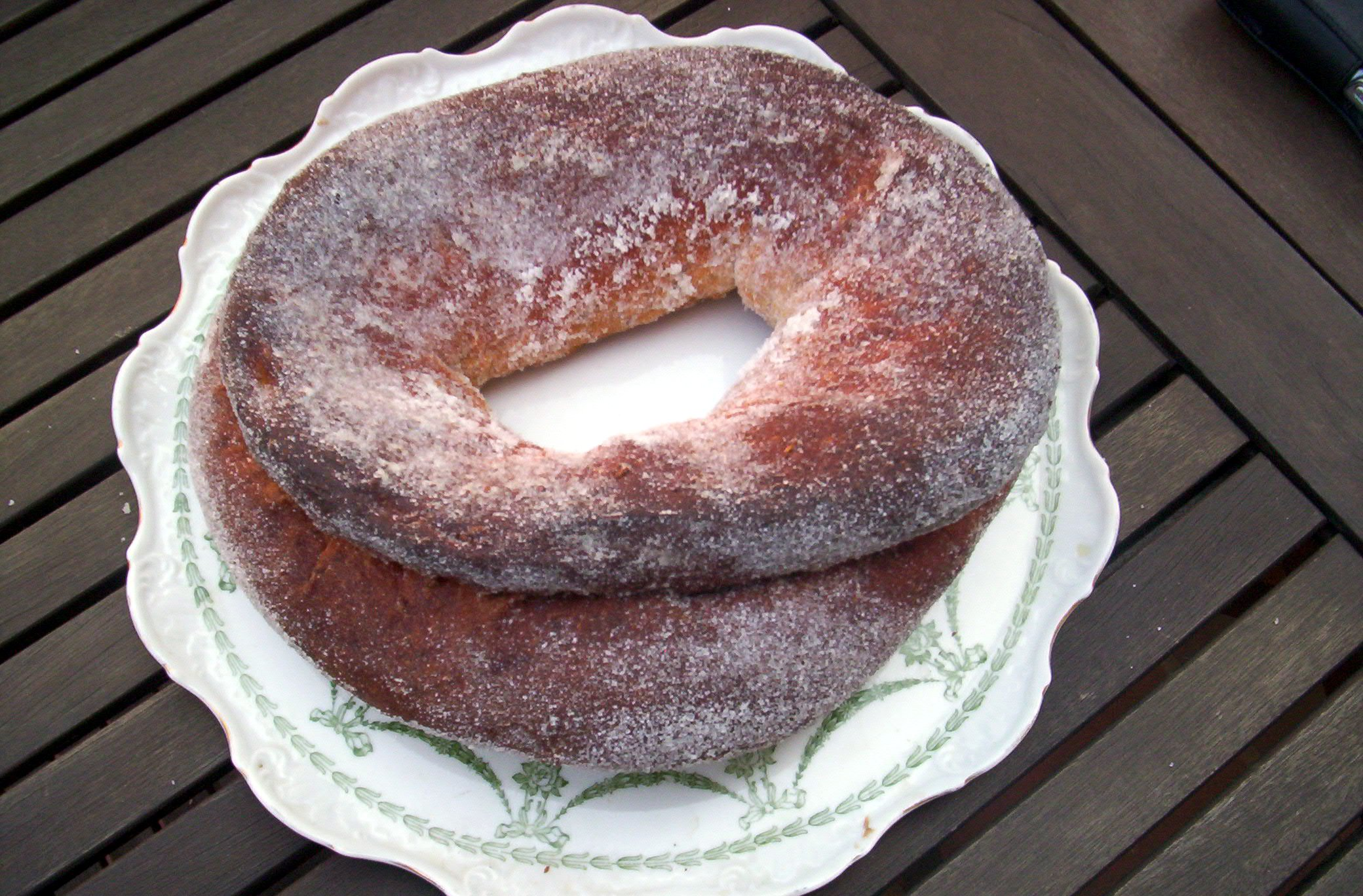
Coca de guirnalda, una coca agujereada típica del Panadés.

- Coqueta.Coca destapada de pimientos rojos y berenjena, y coca de tomate tapada. Repertorio: cocas tradicionales de Castellón.Coca de aceitunas.
- Coca de alcachofa.

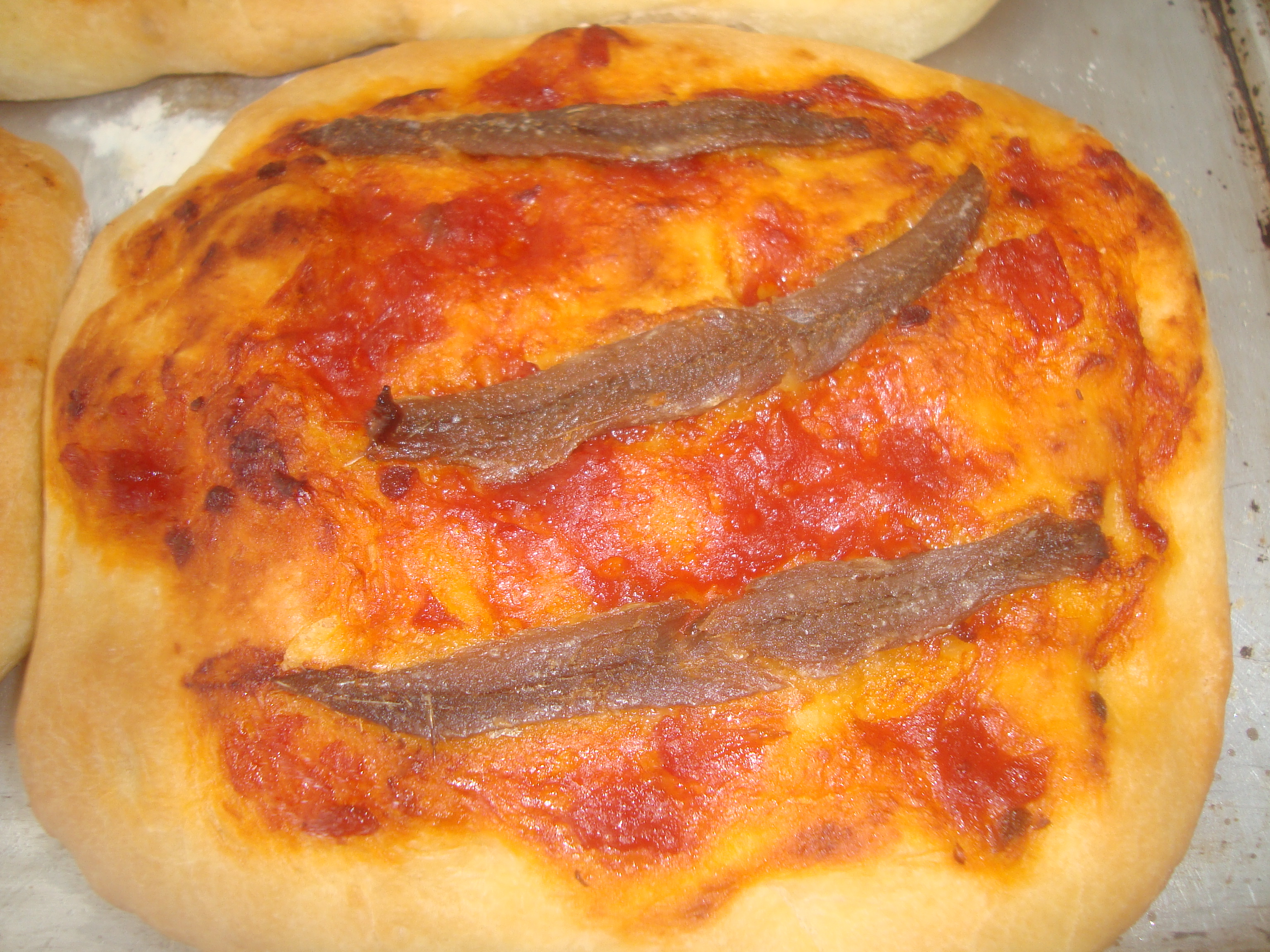
Coqueta.

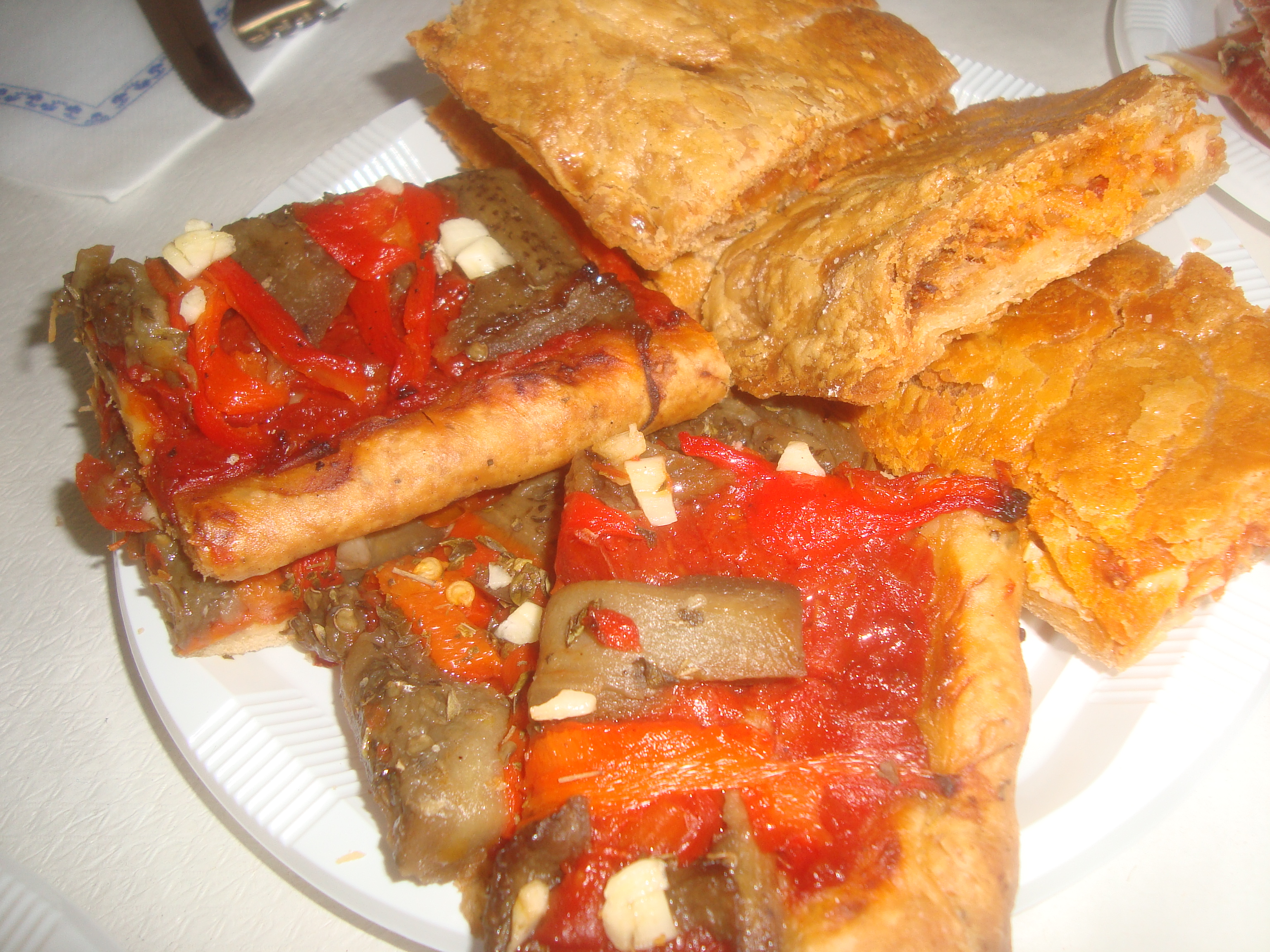
Coca destapada de pimientos rojos y berenjena, y coca de tomate tapada. Repertorio: cocas tradicionales de Castellón.

- Coca de atún o de San Juan: es una coca de samfaina que emplea atún y cebolla. Se come en el Campo de Alicante y especialmente por las fiestas de San Juan.
- Coca de cebolla.
- Coca de embutido, de xulla (chuleta), de butifarra o de montaña: una coca con tocino y embutido típica del interior valenciano, como, por ejemplo, el Alto Palancia y las montañas de Alcoy, y también de los Pirineos.
- Coca de espinacas: con espinacas a la catalana, con pasas y piñones, sobre la masa de la coca.
- Coca de guisantes: una coca abierta o cerrada que lleva además atún o sardina (o en su defecto embutido) y también ajo y habas.
- Coca de jamón y uva.
- Coca de Pimento y Tomaca, con tomate, pimiento rojo y verde, atún y huevo duro; típica de las riberas Alta y Baja, l'horta sud y nord de la provincia de Valencia.
- Coca de Lérida: es una coca de recapte (mixta) con setas, pescado y embutido, habitual de las comarcas de Ponente.
- Coca de maíz: plana y redonda, que se rellena a gusto de cada cual. Originarias del interior de la Safor.
- Coca de mestall: Redonda y plana, decorada con embutido o sardina, típica de la Valldigna, Safor.

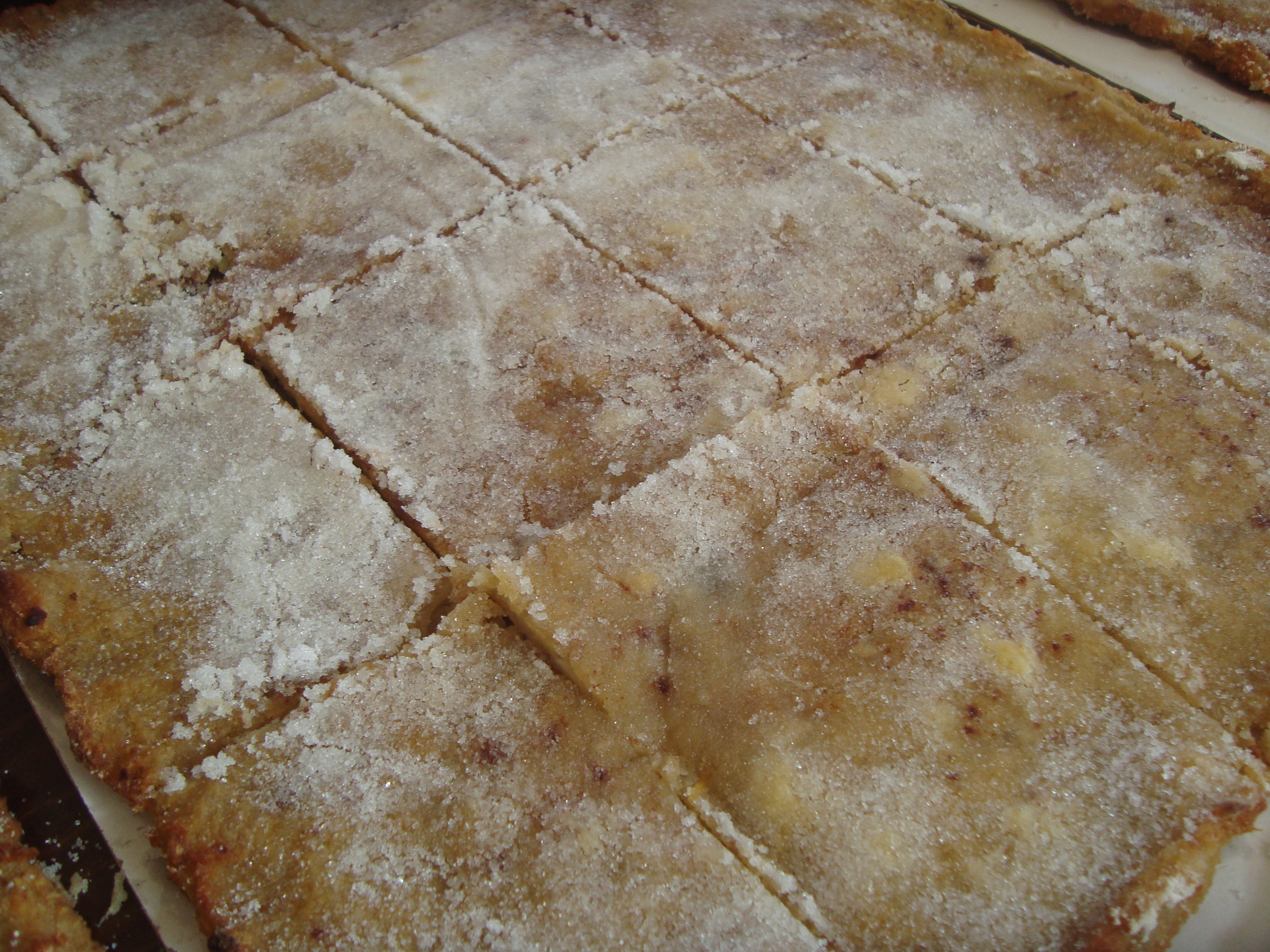
Coca dulce de boniato.

- Coca dulce de boniato.Coca de mollitas: típica del Campo de Alicante y la romería de la Santa Faz.
- Coca de Montblanc: de conejo, tomate y aceitunas, hecha en Montblanch.
- Coca de pan: una coca delgada y sin condimentos de las Islas Baleares, que se decora con sobrasada y otros acompañamientos en el momento de comerla.
- Coca de pescado (o de gambas).
- Coca de tomate.
- Coca de trempó: Coca de verduras aplastadas y crudas (trempó) de las Islas Baleares.
- Coca de verdura, también llamada de escalivada, de recapte, de mullador o de Alcoy (las dos últimas de samfaina): es la coca más típica, ya que puede encontrarse en todos los territorios de habla catalana,[2] si bien es especialmente típica de las comarcas del Ponente catalán,[3] de Mallorca y de las comarcas centrales valencianas. Josep Pla opina que es originaria de la Noguera.[7]
- Coca desnuda o nua: una coca delgada y sin condimentos.

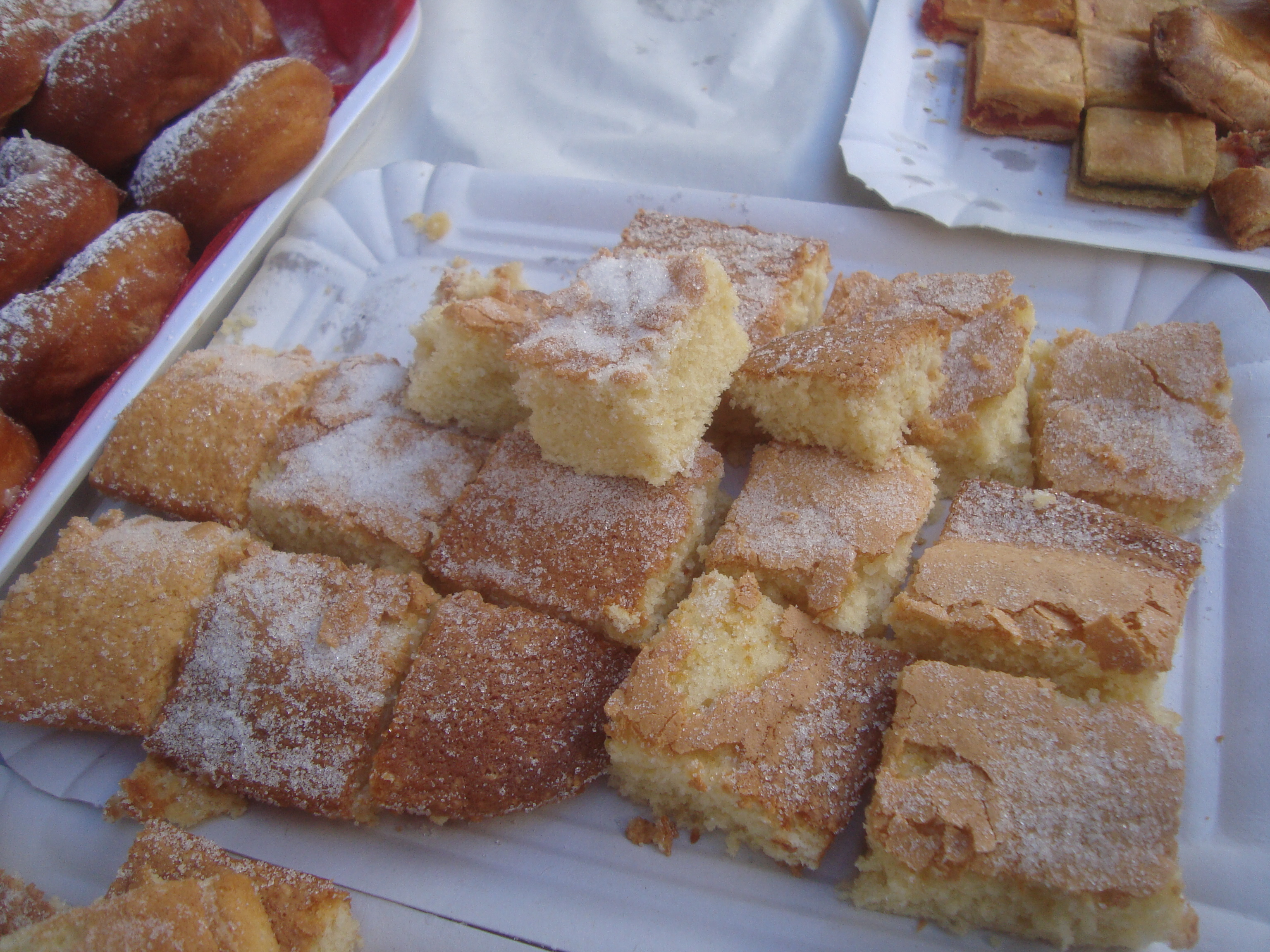
Coca rápida.

- Cocas de magro y embutidos de cerdo.Coca rápida.Coca escaldada o a la calda: es una coca abierta con trozos de tomate, longaniza, butifarra negra y melva o atún picado, típica de la Marina Baja y originaria de Argelia.[8]

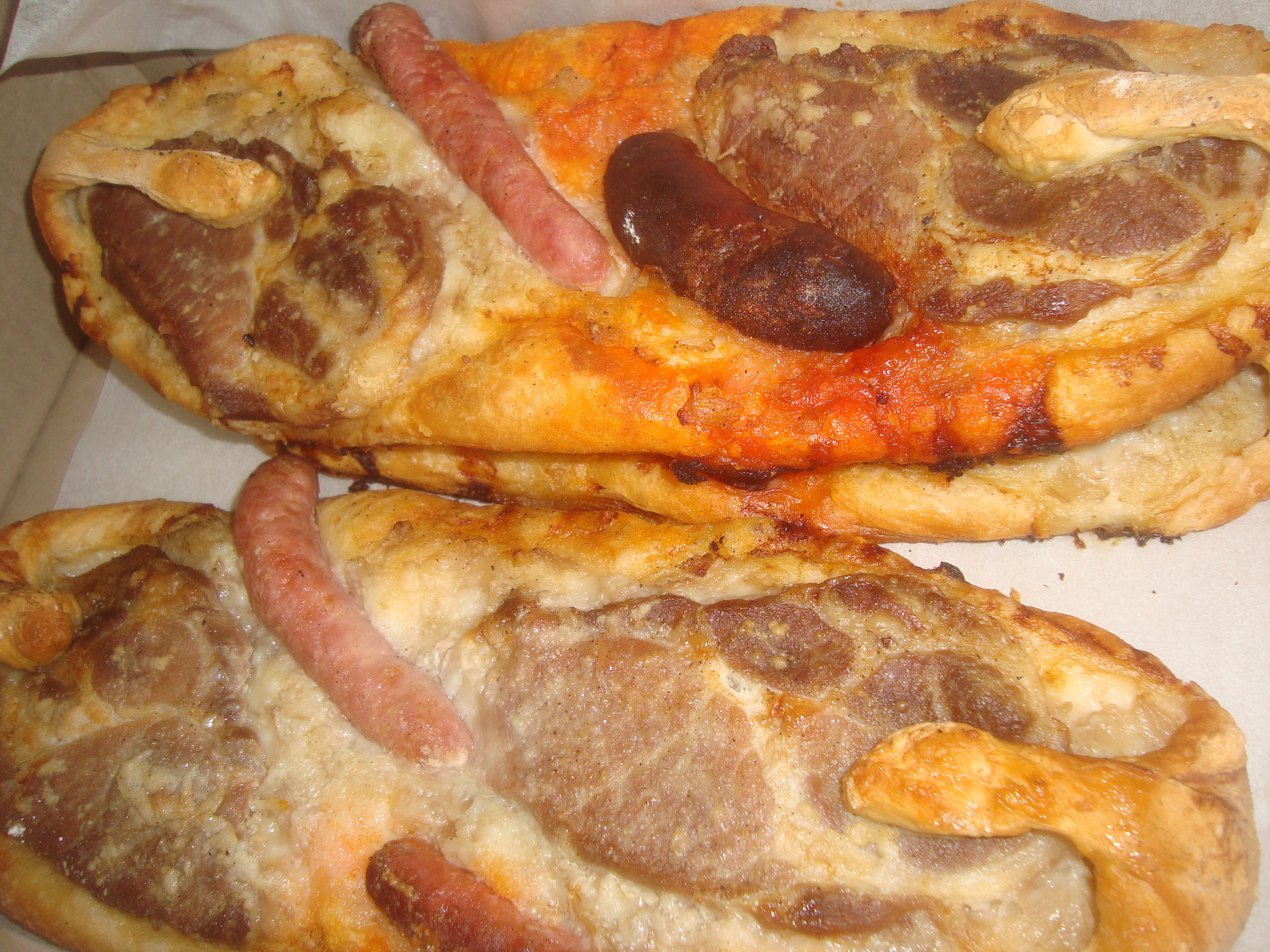
Cocas de magro y embutidos de cerdo.

- Coca de pimentó y tomaca: es una coca abierta con tomate, pimiento rojo, pimiento verde,huevo duro,atún y piñones,típica de algunas comarcas de la comunidad valenciana,entre ellas,la ribera alta.

### Dulces

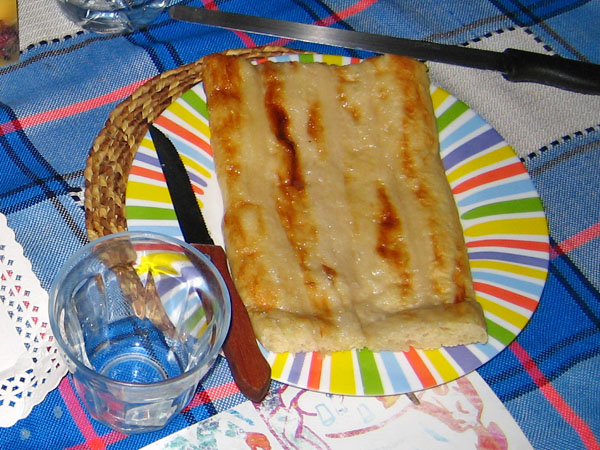
Coca de anís, una coca plana típica de Osona.

- Coca boba o ronyosa: una coca dulce de masa esponjosa típica de toda la Comunidad Valenciana.
- Coca borracha (cóc borratxo).
- Coca celestial: típica de la ciudad de Valencia.
- Coca con cerezas: es típica de Reus (Bajo Campo) y de Salsadella (Bajo Maestrazgo), que en el primer caso es individual y en el segundo más grande.
- Coca con mollas.
- Coca de aire.
- Coca de albaricoque: típica de Aragón y de la zona de Lérida.[4]
- Coca de almendra: muy típica de la Comunidad Valenciana, y producida en Castellón de la Plana con denominación de origen como Coca de Castelló.
- Coca de anís: una coca fina, plana y larga, de masa mantecosa y rellena de anís. Típica, entre otros lugares, de Osona.
- Coca de avellana.
- Coca de azúcar: una coca desnuda (nua), sin más guarnición que el azúcar.
- Coca de brossat.
- Coca de cabello de ángel: coca de hojaldre tapada, rellena de cabello de ángel y cubierta de piñones y azúcar.
- Coca de calabaza amarilla.
- Coca de chicharrones: hecha con chicharrones, originaria del Pirineo y del Ampurdán, típica en toda Cataluña, es tradicional comerla en el Jueves lardero.
- Coca de chocolate.
- Coca de crema: presente más o menos en todos los territorios de habla catalana, aun cuando cambia la forma.
- Coca de cristal (vidre): coca alargada y muy fina, barnizada de azúcar y anís, formando una capa caramelizada transparente por encima, que parece un barniz duro o vidrio, y de donde viene el nombre.[9] A veces tiene algunos piñones. Es muy habitual, por ejemplo, en Barcelona.
- Coca de fresas.
- Coca de leche.
- Coca de limonada.
- Coca de llanda (‘lata’): es la coca más habitual de las comarcas centrales de la Comunidad Valenciana y de las de Turia-Júcar. Es una coca de masa esponjosa que contiene zumo de naranja y s mete al horno dentro de una lata.
- Coca de Llavaneras, rellena de crema y cubierta de mazapán, azúcar y piñones. A veces las claras que sobran de la crema se mezclan con la capa de azúcar y piñones sobre el mazapán.
- Coca de manteca: típica de Mallorca.

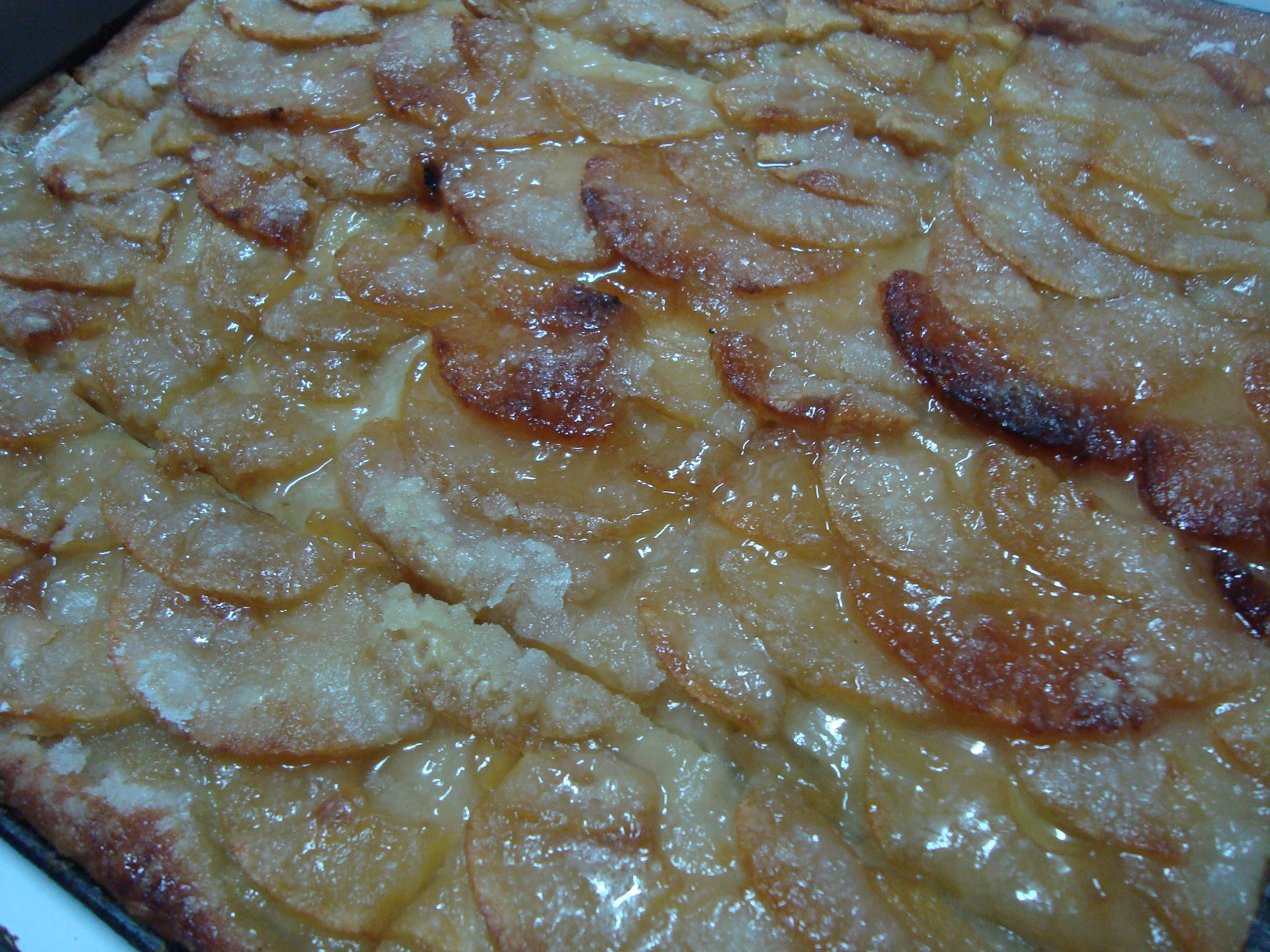
Coca de manzana (Castelló de la Plana).

- Coca de manzana (Castelló de la Plana).Coca de manzana (o saorrenc) o de membrillo: típica de gran parte de las Tierras del Ebro y de la Comunidad Valenciana.
- Coca de mermelada.
- Coca de Montserrat o montserratina: coca estrecha y alargada de una masa parecida al brioche.
- Coca de naranja.
- Coca de nuez.
- Coca de pasas y nueces.
- Coca de patata (creïlla en la Comunidad Valencia): se parece a una tortilla de patata pero en dulce.
- Coca de piñones.
- Coca de queso fresco: típica de Vallespir.
- Coca de reyes (o tortel de reyes, torta de reyes, galleta de reyes y roscón de reyes): muy parecida por fuera a la coca de San Juan (pero con forma circular), aunque habitual en toda España y Francia, comiéndose el Día de Reyes. El interior se rellena con mazapán y esconde un haba y una figurilla. La tradición dice que a quien le toque el haba debe pagar la coca, mientras que quien encuentre la figurilla, que suele tener forma de rey mago, se pondrá la corona de cartón que adorna el centro de tortel.
- Coca de San Cristóbal.

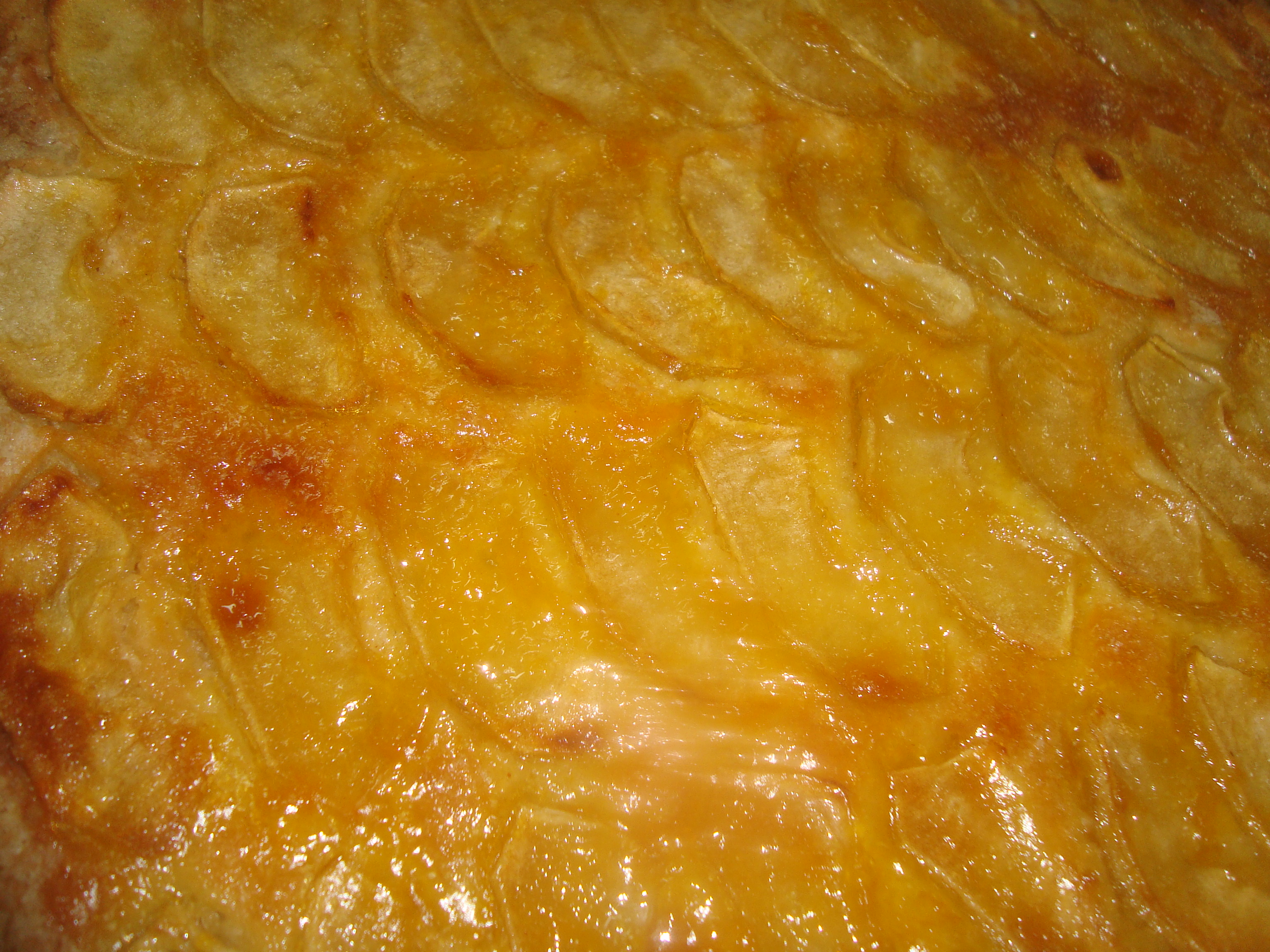
Coca de poma (manzana) (Torreblanca).

- Coca de poma (manzana) (Torreblanca).Coca de San Juan, arquetípica de las fiestas de la Noche de San Juan. Su versión dulce es la más extendida y consiste en una masa gruesa y grande, espolvoreada con azúcar, nuez y fruta confitada.
- Coca de sobrasada y miel: típica de las Baleares.
- Coca de Villafranca.
- Coca de yogur.
- Coca de zanahoria: es típica del Ampurdán, y lleva zanahoria rallada.
- Coca dulce con tajadas (tallades): una coca dulce con sobrasada, de Mallorca.
- Coca esponjosa (flonja).
- Coca espumillón (garlanda): es una coca agujereada típica de Villafranca del Panadés y en general de todo el Panadés.
- Coca fina: cocas azucaradas.
- Coca magullada (masegada): hecha con moscatel y aguardiente y sin levadura.
- Coca María o coca bamba: de masa esponjosa, seca y muy ligera. Tiene forma de espiral, como la ensaimada, pero la textura es más abizcochada, sin capas, y su altura es mucho mayor. Suele acompañarse con chocolate fundido, como una mona de Pascua. Típica de Menorca, se come también en la Comunidad Valenciana.
- Coca rápida.
- Coquetes de Sant Blai.

## En la cultura popular

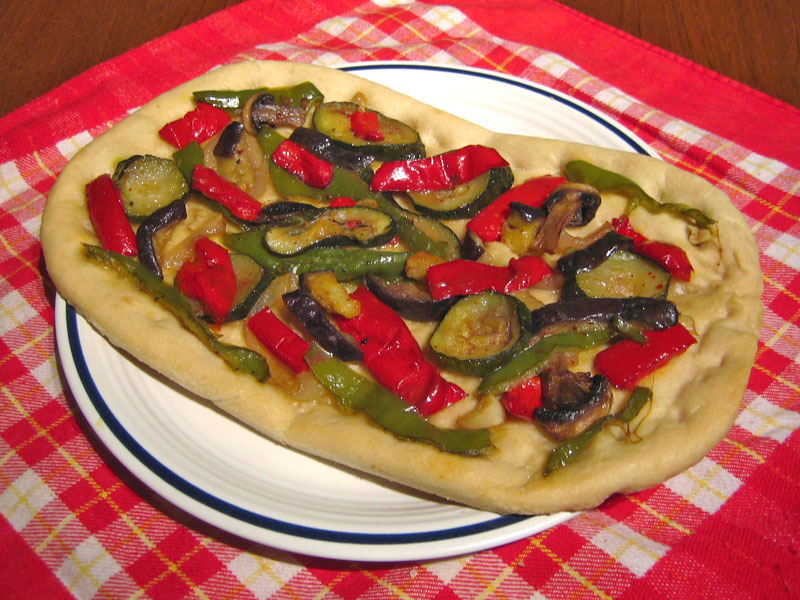
Coca de escalivada.

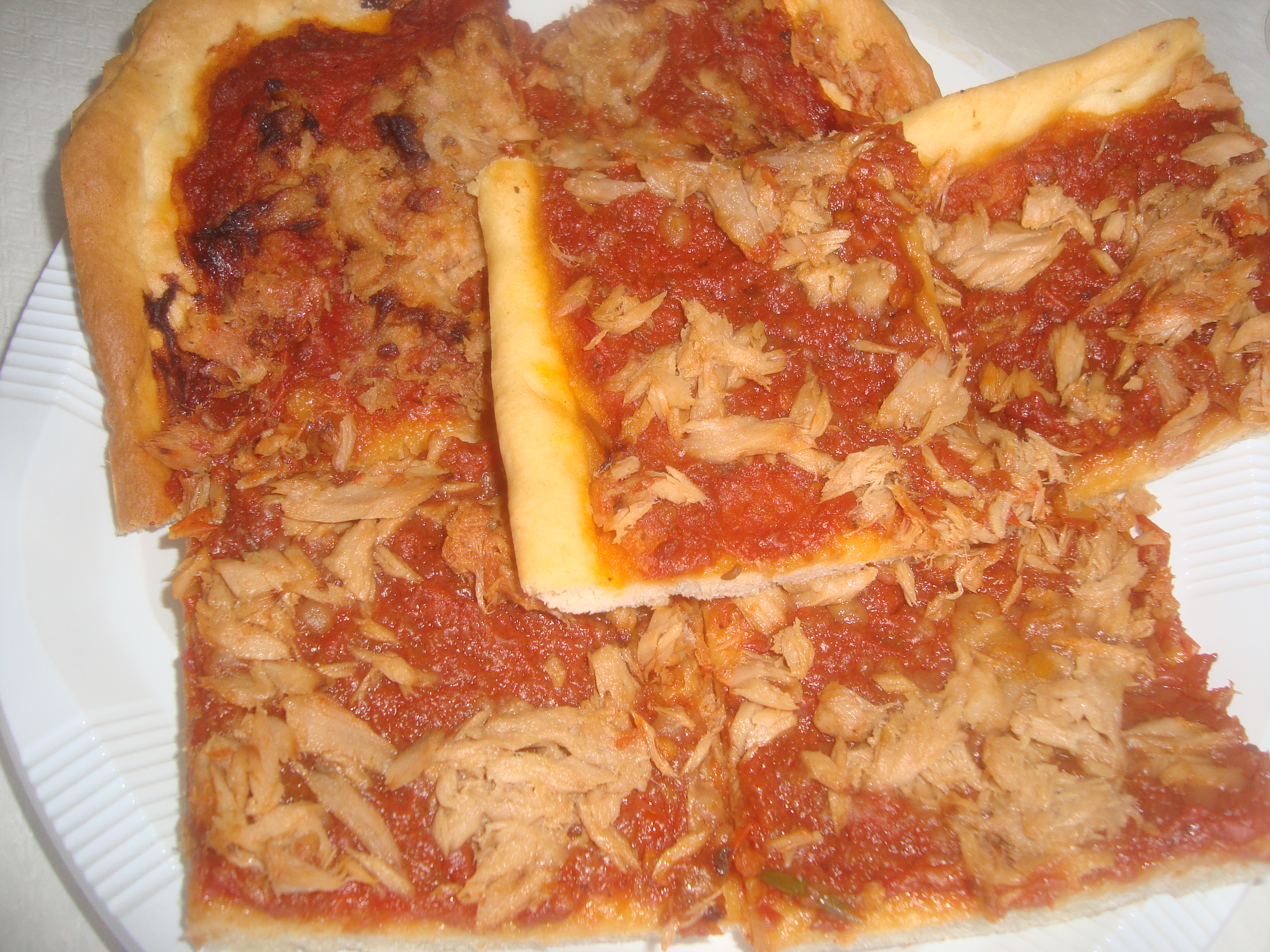
Coca de tomate y atún.

En Cataluña, la coca tiene una relación directa con las fiestas. Es típico comprar o preparar cocas los días festivos, sobre todo en Pascua, Navidad y para la Noche de San Juan. Algunas cocas llevan incluso el nombre de un santo y se comen en su día (como la de San Juan). Aun así, muchas personas las comen sin ningún motivo festivo, sobre todo si consideramos que en otros lugares, como por ejemplo Italia, alimentos parecidos a las cocas no tienen ningún rasgo festivo o religioso. La coca de recapte (‘provisión’) obedece a esta lógica, puesto que el recapte es la comida que se lleva al campo para merendar.
La coca es una comida tanto de pobres como de ricos, y un elemento básico de la cocina catalana, lo que la convierte en una parte importante de la cultura popular catalana.

## Promoción
En el siglo XIX la coca no era tan común en las panaderías de las ciudades del Rosellón y la Comunidad Valenciana, bien porque se consideraba un extranjerismo o bien porque era una comida demasiado «popular». Sin embargo, con la llegada siglo XX la gastronomía local revivió por el interés gastronómico y cultural de turistas y oriundos. Se hicieron diversos esfuerzos para recuperar la gastronomía autóctona y en especial, la coca. Se elaboraron algunos recetarios que reproducen, con pequeñas variaciones según el lugar o la fuente, las fórmulas populares, como por ejemplo el de la Escuela Municipal de Cocina de Tortosa.

## Recetas parecidas

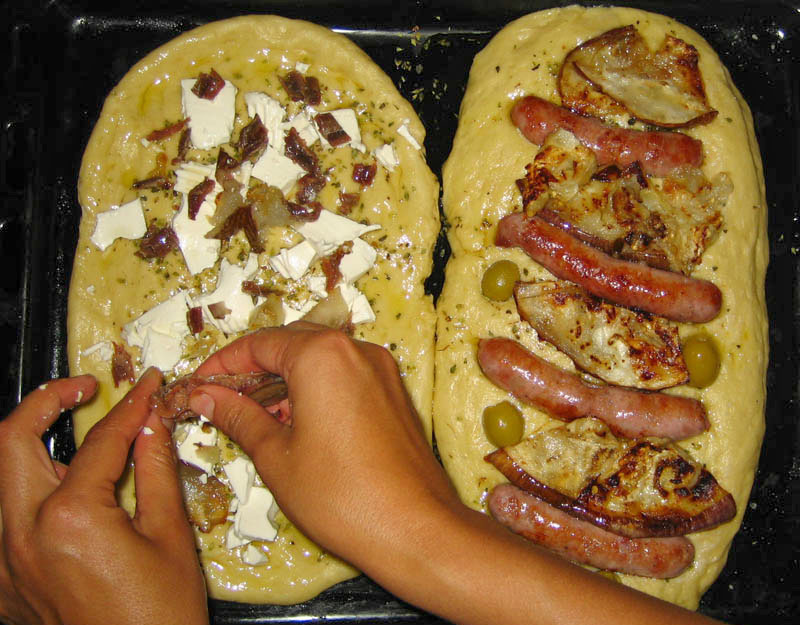
Cocas de pescado y verdura en preparación.

Diferentes preparaciones parecidas a la coca, especialmente en su variante salada, es posible encontrarlas  en muchos lugares del Mediterráneo. La más conocida a nivel mundial es la pizza de Italia, especialmente la más famosa, la napolitana, la cual, en su variante más básica, presenta ciertas similitudes con la coca de tomate, aunque otras preparaciones italianas, como las focaccias, son en realidad más parecidas.
Los pieds-noirs catalanes y valencianos que emigraron a la Argelia francesa durante finales del siglo XIX y principios del siglo XX importaron la receta de la coca y actualmente es común encontrarla en todas las pastelerías del país en su variante argelina, la coca pied-noir. Otros países también tienen pasteles parecidos a la coca salada, como por ejemplo la pissaladière —originaria de Liguria y muy común en el distrito de Niza— o la fougasse de Provenza, el lahmacun de Armenia, el pide (en formal de ojal, suele ser de carne picada con especias, sin queso por encima) de Turquía y los panes árabes (khobz). En Alemania y Alsacia las flammkuchen también se parecen, llevan una gran cantidad de nata y las hortalizas (cebolla picada) cumplen la función de condimento.
Como parientes más lejanos, en España se puede considerar que las empanadas son un tipo de coca tapada (que también se encuentran en Marruecos como pastelas, en Turquía como pide, en Grecia como pitas, en Egipto y otros países mediterráneos) mientras que lo más parecido que hay en Francia —aparte de la fougasse— son una tartaletas altas de hojaldre rellenas generalmente de bechamel y champiñones y llamadas bouchées à la reine o vol-au-vent (volovanes). También hay distintos tipos de empanadas en Sudamérica, por ejemplo, y en Asia. En África también hay empanadillas de masa filo y en Asia encontramos por ejemplo los rollitos de primavera y los nem.
Aunque la coca dulce es menos frecuente fuera de Cataluña, pueden encontrarse cocas tapadas dulces en cualquier parte de Europa, sobre todo confitadas. La coca de reyes es tradicional tanto en España como en Portugal y Francia.

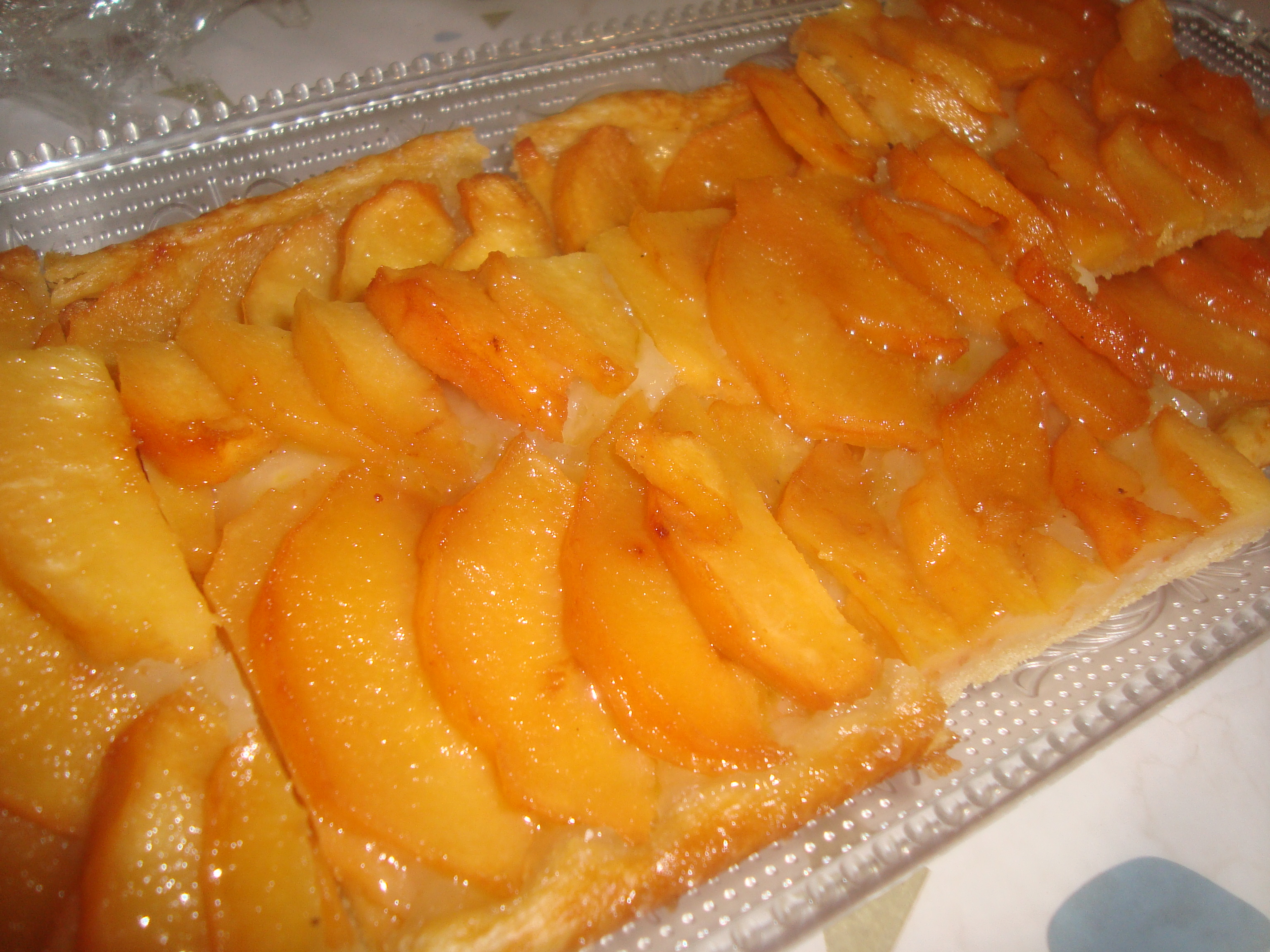
"Coca de Codony" o coca de membrillo, muy típica en la Comunidad Valenciana.